# Hebraísmo
En filología, se denomina hebraísmo a una palabra o expresión tomada del hebreo para usarla en cualquier otro idioma.

## Hebraísmos en español
Según el hebraísta David Gonzalo Maeso, las palabras hebraicas entradas en el idioma español, unas cincuenta, se pueden agrupar en cuatro áreas principales:
- Palabras directas del hebreo incorporadas al lenguaje común y especialmente a la vida religiosa (Yahveh (Jehovah), aleluya, amén, belén, burro, cábala (mejor cabalá), caraíta, desmazalado, hosanna, jebuseo, jubileo, kibbutz, ladino, maca, leviatán, máncer, masora, matusalén, mesías, moabita, Edén, fariseo, maná, onanismo, Pascuas, rabí, sábado, sabático, sabatino, saduceo, salomón, sansón, sanedrín, sefardí, siclo, sodomía, taled, talmud, tora, etc.)[1]
- Los antroponímicos (nombres de persona) hebreos bíblicos son numerosísimos. Además de los personajes bíblicos centrales por todos conocidos y los terminados en la partícula -el -que significa Dios- como Samuel, Ismael, Gabriel, Rafael, Daniel, Satán, por nombrar algunos, indicaremos otros menos difundidos: Ana, Bartolomé, Benjamin, Bernabé, Manuel, María, Miguel, Susana, Tadeo, Tomás. A todos éstos hay que agregarles sus respectivos femeninos.
- Fórmulas hebraicas incorporadas al español (al estilo por ejemplo del superlativo “Rey de Reyes”, “Cantar de los Cantares”, etc. o el consistente en repetir tres veces un hombre: "Santo, Santo, Santo es el señor del Universo"), donde el artículo antepuesto al adjetivo es una forma hebrea de construir la frase: por ejemplo, decimos “la pequeña” al referirnos a varias hermanas. También es común hablar de un fallo “salomónico”, para dar idea de una sentencia justa, o "el benjamín", al hablar del menor de los hermanos.
- Palabras no hebraicas pero cuyas acepciones semánticas son tomadas del hebreo o de la Biblia. Entre ellas, destacamos ejemplos como pecado, bendecir, santo, justo, bienaventurado, bautismo, impío, hermano, terrenal, celestial, multiplicarse, Señor. Señalamos el “pan” en el sentido genérico de alimentos, etc.[2]